# 我が家

我が家（わがや）は、ワタナベエンターテインメントに所属する坪倉由幸・杉山裕之・谷田部俊による日本のお笑いトリオ。2003年結成。

## メンバー
| 名前     | 生年月日               | 我が家での役割                       |
| -------- | ---------------------- | ------------------------------------ |
| 坪倉由幸 | 1977年9月9日（47歳）   | ボケあるいはツッコミ・ネタ作り担当。 |
| 杉山裕之 | 1977年4月23日（47歳）  | ツッコミあるいはボケ担当。           |
| 谷田部俊 | 1977年12月14日（47歳） | ボケ担当。                           |

## 概要
杉山と谷田部は中学校からの同級生で、我が家の結成以前に「ルーキーズ」というコンビを組み、レッスン料が安いという理由で俳優の養成所に入っていた。その後2003年に、同じ養成所に俳優志望として入っていた坪倉が加入して現在のトリオを結成。トリオ名はトリオを結成した居酒屋「我家（わがや）」（JR中央線東中野）からとった。ワタナベエンターテインメントのオーディションライブを受けて合格、事務所入りを果たす。2005年にはM-1グランプリにて準決勝進出、珍しいトリオ漫才で頭角を現す。
2010年8月、杉山が『オレワン』収録中の事故で左肩を脱臼骨折し、復帰するまでの約2ヶ月間は坪倉と谷田部のみで活動していた。
憧れの芸人は、事務所の先輩かつ同じトリオであるネプチューン。
2012年8月26日、同年10月より杉山がワタナベエンターテインメント九州事業本部所属となることが明らかになった。しかし、福岡における杉山のレギュラー出演は半年余で消滅した。
2014年6月にはこまつ座 第104回公演「『てんぷくトリオのコント』〜井上ひさしの笑いの原点〜」へてんぷくトリオ役で出演、劇中コントも演じた。同年9月には浅草東洋館でも上演された。
コントと漫才の両方を演じ、ネタ作りは主に坪倉が担当している。元々は坪倉が大ボケで谷田部が小ボケだったが、最近では坪倉が小ボケで谷田部が大ボケになっている。

## 芸風

### コント
様々なシチュエーションで谷田部と坪倉が交互にボケるパターンと、谷田部のボケに坪倉がさらにボケをかぶせるパターンがある。谷田部がボケた時に坪倉がツッコむが、上手くツッコめてないため坪倉が杉山にツッコまれる。どちらのボケも杉山をイジって完結し、これを繰り返す。坪倉がホスト役を演じるシリーズもある（『爆笑レッドシアター』では「Dr.ホシ」として登場）。また、彼が女装をするコントも存在する。
店などを舞台として杉山が客、坪倉が店長・谷田部がその後輩という設定が多くみられる。店を訪れた杉山に対し、坪倉と谷田部が杉山の体型などをイジり（杉山の太った体型から「豚（ラーメン屋が舞台の場合転じてチャーシューなど）」「ジャイアン」と言うなど）失礼な接客をする。ネタの終盤で坪倉と谷田部がベタなドラマのシーンを演じる事がある。
坪倉と谷田部が杉山をボコボコにしたり貶したりする（「杉山の顔が豆大福みたい」というフレーズを盛り込むなど）ネタが多いのは「杉山はデブだがプライベートでは凄く良い人で人望も厚い」ということが一切ないため、せめてコントの中だけでも杉山に対するストレスを杉山にぶつけようということを坪倉と谷田部が話し合った結果が理由である。
「万引きGメン鈴代（坪倉）」「ダンプ杉山（杉山）」など、バリエーションに富んだキャラクターを生み出している。杉山はボケ担当ではないが、顔が大きいことをボケの2人に笑われるというネタがある。シチュエーションが異なるだけで流れそのものは同じコントもいくつかある。
当初は典型的に「杉山がイジられて終わる・谷田部がエキセントリックに演じる・坪倉が大ボケ」が多かったが、近年では杉山が大ボケ・谷田部と坪倉がツッコミを演じることも少なくなくなった。

### 漫才
ボケ・ツッコミが入れ替わる「ローテーション漫才」と呼ばれる漫才を行っている。
1ネタ30秒程度のショートコントを立ち位置左から順に、言葉をかけられる役、言葉をかける役、ツッコミ役（言葉をかける役が杉山の場合は杉山をイジる役）の担当で、順にローテーションしながら繰り返す。
1. 様々なシチュエーションでの杉山の口説き文句に対し、谷田部が「おいおい、そんなんじゃ女の子はときめかね〜よ（落ちね〜よ）」と言い（2周目以降はデブネタでイジる）交代する。
2. 谷田部がボケる。坪倉からツッコまれた後に、幼い子どもを諭すように顔面を近づけ囁くフォローを入れられて交代。
3. 坪倉は下ネタでボケて杉山に注意を受け、次のシチュエーションへ（坪倉が「今日から、俺の○○はお前のものだ」等と下ネタでボケた際杉山が「下ネタじゃねーか!」とツッコみ、終盤は坪倉が下ネタでボケる前に杉山が「言わせね〜よ!」とツッコみ、ネタが終わる。また、最近は坪倉が下ネタでボケたら谷田部がその説明を求める）。「言わせね〜よ!」という杉山のツッコミは坪倉の考案。

途中で坪倉が杉山にモノマネを振り、坪倉と谷田部がやらず「お前らやらねえのかよ!」とツッコんだり、唐突に坪倉と谷田部がコントを始めるパターンもある。
谷田部がダジャレでボケた場合は坪倉がそのボケをそのまま用いることがあり、その際は杉山に「気に入ったのか! 今それ谷田部がやったろ!」とツッコまれる。
坪倉が一時的に下ネタを封印し、途中で谷田部が下ネタでボケて坪倉が下ネタを解禁するネタも存在した。
漫才を演じる時、3人が着ているシャツと履いている靴はお揃い。普段も同様の靴を用いることが多い。『爆笑レッドカーペット』でレッドカーペット賞を受賞した時に中尾彬からマフラーをプレゼントされ、一時期そのマフラーを着けてネタをしていた。
『あらびき団』では前述の事故で杉山が療養中だったため、番組スタッフが杉山の代役でツッコミを担当した。

## 賞レース等成績

### キングオブコント
| 年度   | 結果         | 会場               | 日時       |
| ------ | ------------ | ------------------ | ---------- |
| 2008年 | 準決勝進出   | 赤坂BLITZ          | 2008/09/07 |
| 2009年 | 不出場       | 不出場             | 不出場     |
| 2010年 | 準決勝進出   | 赤坂BRITZ          | 2010/08/30 |
| 2011年 | 準決勝進出   | 赤坂BRITZ          | 2011/08/26 |
| 2012年 | 準決勝進出   | 赤坂BRITZ          | 2012/08/31 |
| 2013年 | 準決勝進出   | 赤坂BRITZ          |            |
| 2015年 | 2回戦敗退    | 明治安田生命ホール | 2015/08/20 |
| 2016年 | 準決勝進出   | 赤坂BRITZ          | 2016/09/09 |
| 2017年 | 準々決勝進出 | きゅりあんホール   | 2017/08/14 |
| 2018年 | 2回戦敗退    | シアターブラッツ   | 2018/08/03 |

### M-1グランプリ
| 年度   | 結果         | 会場              | 日時       |
| ------ | ------------ | ----------------- | ---------- |
| 2005年 | 準決勝進出   | ルミネtheよしもと | 2005/12/10 |
| 2006年 | 準決勝進出   | ルミネtheよしもと | 2006/12/09 |
| 2007年 | 準決勝進出   | ルミネtheよしもと | 2007/12/08 |
| 2008年 | 準決勝進出   | メルパルクホール  | 2008/12/07 |
| 2009年 | 準決勝進出   | よみうりホール    | 2009/12/06 |
| 2010年 | 準決勝進出   | 両国国技館        | 2010/12/12 |
| 2015年 | 準々決勝進出 | 浅草公会堂        | 2015/11/03 |

### その他
- 2007年 第5回 お笑いホープ大賞 決勝進出
- 2007年 NHK新人演芸大賞 決勝進出
- 2011年 THE MANZAI 認定漫才師
- 2023年 THE SECOND ～漫才トーナメント～ 予選敗退

## 出演
メンバー単独での出演は、坪倉由幸、杉山裕之、谷田部俊の項を参照。

### テレビ

#### 現在までのレギュラー
- THE THREE THEATER（フジテレビ、2008年1月29日 - 2009年3月）
- あげテンッ（東海テレビ、2009年4月2日 - 2013年9月26日）
- 爆笑レッドシアター（フジテレビ、2009年4月15日 - 2010年9月8日）
- ハダカっち（日本テレビ、2010年6月5日 - 2010年7月31日）
- ホメられてノビるくん（フジテレビ、2010年10月 - 2011年9月）
- ヒルナンデス!（日本テレビ、2011年3月28日 - 2012年3月26日）：月曜レギュラー[注 1]

#### 現在までの準レギュラー
- 週刊AKB（テレビ東京）:不定期出演
- おーい!ひろいき村（フジテレビ）:不定期出演

#### 現在までの出演・単発
- 爆笑オンエアバトル（NHK総合）戦績14勝2敗 最高529KB（トリオとしては最高KB）ゴールドバトラー認定
  - 第9回チャンピオン大会 セミファイナルBブロック10位敗退
  - 第10回チャンピオン大会 セミファイナルBブロック7位敗退
  - 第11回チャンピオン大会 ファイナル11位
    - チャンピオン大会には2006年度から2008年度まで3年連続で出場したが、良い成績は残せなかった。第9回大会のセミファイナルでは418KBという低KBを叩き出して最下位に終わり、第10回大会のセミファイナルでは714KBを記録して昨年よりは大幅にKB数が上昇するも7位敗退に終わった。第11回大会のセミファイナルでは982KBという高得点を叩き出し、ようやく念願のファイナル進出を果たすも、そこでは350KBというまれな低KBを記録し[注 2]、最下位となってしまった。

  - 初挑戦（2005年6月18日放送回）は289KBに終わったが、ギリギリで5位オンエア[注 3]。これは最低オンエアKBの中でも歴代5位の記録で、番組最後の200KB台でのオンエアとなっている[注 4]。2度目の山口県・山口市での挑戦（2005年10月1日放送回[注 5]）では445KBで5位オンエアを獲得、以降は番組の常勝組となっていく。
  - その後、初挑戦から5連勝をするが、全部5位オンエアだった。その後6回目の挑戦で329KBでの8位となり初のオフエアを喫する。しかし、これ以降5位オンエアも300KB台以下も一度も記録することが無かった（もう1つのオフエアは421KB）。そのため200KB台を記録してのオンエアがありながら、300KB台でのオンエアは一度も無いという珍しい記録を持っている[注 6]。
- エンタの神様（日本テレビ、レギュラー放送→不定期放送）キャッチコピーは「3階建ての笑ルーム」
- お笑い登龍門 ガッハ（フジテレビ721、2005年10月 - 2007年3月）複数回出演
- ぐるぐるナインティナイン（日本テレビ、2007年8月17日）「おもしろ荘へいらっしゃい!」
- 平成19年度NHK新人演芸大賞演芸部門本戦（NHK総合、2007年）
- 笑殿（日本テレビ、2008年8月 - 9月）
- 爆笑そっくりものまね紅白歌合戦スペシャル（フジテレビ、2008年9月30日 - 現在、レギュラー出演）
- お笑い芸人歌がうまい王座決定戦スペシャル（フジテレビ、第14・15・16回）
- 爆笑ピンクカーペット（フジテレビ）キャッチコピーは「笑いの3LDK」
- 爆笑レッドカーペット（フジテレビ）キャッチコピーは「笑いの3LDK」[注 7]
- ネプリーグ (フジテレビ)
  - 2009年4月13日 若手芸人チーム
- 笑撃!ワンフレーズ（TBSテレビ）
- ウンナン極限ネタバトル! ザ・イロモネア 笑わせたら100万円（TBSテレビ）

他多数

### ドラマ
- Around40〜注文の多いオンナたち〜（TBSテレビ、2008年5月16日）第6話[注 8]
- ザ・ヒットパレード〜芸能界を変えた男・渡辺晋物語〜（2008年5月26・27日、フジテレビ）：石橋エータロー（坪倉）、谷啓（杉山）、安田伸（谷田部）役
- NHKスペシャル「日本国債」（NHK総合、2012年12月23日）：坪倉、谷田部のみドラマパートに出演
- 婚活刑事 第3話（2015年7月16日、読売テレビ）：木原政良（坪倉）、水島豊（杉山）、土田雄平（谷田部）
- とと姉ちゃん（NHK、2016年）：田畑（杉山）、根本（谷田部）役
- トットてれび（NHK総合、2016年）：ハナ肇とクレージーキャッツ・植木等（坪倉）、ハナ肇（杉山）、谷啓（谷田部）役
- 仮面ライダーガヴ 第2話（テレビ朝日、2024年9月8日）：ジョギング男（坪倉） 役[13]

### 映画
- ゴーカイジャー ゴセイジャー スーパー戦隊199ヒーロー大決戦（2011年）：サラリーマン（坪倉）、バンドマン（杉山）、銀行マン（谷田部）
- 内村さまぁ～ず THE MOVIE エンジェル（2015年9月11日公開）

### ラジオ
- 我が家とチキパのガヤガヤパレード(2013年10月2日 - 2014年9月、文化放送）[注 9]
- 我が家のネタちょーだい!（エフエム仙台「i-LAND in TOHOKU」内のコーナー、2009年5月1日 - ）
- ガヤガヤ我が家（2011年1月3日 - 2012年9月、文化放送）
- クレイジーラッツのラッツ!ゴー!クレイジー!（2011年11月4日 - 2013年3月30日、ニッポン放送）

### 単独ライブ
- HOME PARTY（2007年6月23日、新宿明治安田生命ホール）
- HOME PARTY 2009（2009年8月15・16日、新宿SPACE107）
- HOME PARTY 2015(2015年9月22・23日、赤坂RED THEATER)

### WEB配信
- 我が家杉山の悪口を 1000 個いただくまで帰れない酒場（2019年11月 - 12月、YouTube）※その後、我が家公式チャンネルとして動画更新

### CM
- ネスレ日本 ネスカフェ エクセラ 「エクセラで、ナツラテ！ （クレイジーラッツ）」篇（2011年6月21日 - ）[14]

## DVD
- 3LDK（ビクターエンタテインメント、2007年6月21日）
- HOME PARTY 2009 単独ライブDVD（ジェネオン・ユニバーサル、2009年12月23日）
- 爆笑オンエアバトル 我が家（アニプレックス、2010年6月23日）